# John Anthony
John Anthony (Durham, 1944. december 3. –) angol zenei producer. A pályafutását 1966-ban kezdte DJ-ként az UFO klubban, a Middle Earth-ben, majd 1968-tól a Speakeasy-ben. Miután 1968-ban készített egy demófelvételt a Yes együttesnek, zenei producerként kezdett dolgozni. 1973-ban Anthony és Roy Thomas Baker producer fedezték fel a kezdő Queen együttest, és segítettek felvenni az első albumukat. Az 1970-es évek közepén Amerikába költözött, és az A&M Records vezetője lett New Yorkban.

## Produceri munka
| Megjelenési idő    | Előadó                  | Album cím                                 |
| ------------------ | ----------------------- | ----------------------------------------- |
| 1969 szeptember    | Van der Graaf Generator | The Aerosol Grey Machine                  |
| 1970 február       | Van der Graaf Generator | The Least We Can Do Is Wave To Each Other |
| 1970. október 30.  | Genesis                 | Trespass                                  |
| 1970 november      | Lindisfarnee            | Nicely Out of Tune                        |
| 1970 december      | Van der Graaf Generator | H to He, Who Am the Only One              |
| 1971               | Colin Scot              | Colin Scot                                |
| 1971 július        | Peter Hammill           | Fool's Mate                               |
| 1971 október       | Van der Graaf Generator | Pawn Hearts                               |
| 1971. november 12. | Genesis                 | Nursery Cryme                             |
| 1972. január 1.    | Al Stewart              | Orange                                    |
| 1973. március 24.  | Roxy Music              | For Your Pleasure                         |
| 1973 május         | Peter Hammill           | Chameleon in the Shadow of the Night      |
| 1973. július 13.   | Queen                   | Queen                                     |
| 1974               | A Foot in Coldwater     | All Around Us                             |
| 1976               | Piper                   | Piper                                     |
| 1976               | Arrogance               | Rumors                                    |
| 1977               | The Tubes               | Now                                       |
| 1977 november      | Roxy Music              | Greatest Hits                             |
| 2004. november 12. | Genesis                 | Platinum Collection                       |
| 2008               | Queen                   | Queen: The Singles Collection Volume 1    |
| 2008. november 10. | Genesis                 | Genesis 1970–1975                         |

## Ajánlott olvasmányok
- Bronson, Paul. (2003). The Billboard Book of Number One Hits, 5th ed. Billboard Books.
- Christopulos, J., & Smart, P. (2005). Van der Graaf Generator, The Book: A History of the Band Van der Graaf Generator 1967 to 1978. Phil and Jim Publishers.
- Frith, Simon. (1981). Sound Effects: Youth, Leisure, and the Politics of Rock 'n' Roll. Pantheon Books.
- Thompson, Dave. (2004). Turn It On Again: Peter Gabriel, Phil Collins & Genesis. Hal Leonard Corporation.